# Calocoris
A Calocoris a rovarok (Insecta) osztályának a félfedelesszárnyúak (Hemiptera) rendjébe, a poloskák (Heteroptera) alrendjébe, ezen belül a vérszívópoloska-alkatúak (Cimicomorpha) alrendágába és a mezeipoloska-félék (Miridae) családjába tartozó nem.

## Rendszerezés
A nembe az alábbi 22 faj tartozik:
- Calocoris affinis (Herrich-Schäffer, 1835)
- Calocoris alpestris
- Calocoris angustatus
- Calocoris aragonus
- Calocoris barberi
- Calocoris braunsi
- Calocoris dohertyi
- Calocoris fasciativentris
- Calocoris forsythi
- Calocoris fulvomaculatus
- Calocoris javanus
- Calocoris montaguei
- Calocoris nemoralis (Fabricius, 1787)
- Calocoris nigristigmaticus
- Calocoris porphyropterus
- Calocoris rama
- Calocoris roseomaculatus (De Geer, 1773)
- Calocoris rubicundus
- Calocoris rubroannulatus
- Calocoris smaragdinus
- Calocoris stoliczkanus
- Calocoris texanus

1997-ig a zöld mezeipoloskát (Closterotomus norwegicus) is ebbe a nembe sorolták.

## Fordítás
- Ez a szócikk részben vagy egészben  a   Calocoris című angol Wikipédia-szócikk ezen változatának fordításán alapul.  Az eredeti cikk szerkesztőit annak laptörténete sorolja fel. Ez a jelzés csupán a megfogalmazás eredetét és a szerzői jogokat jelzi, nem szolgál a cikkben szereplő információk forrásmegjelöléseként.